# William Hardy McNeill

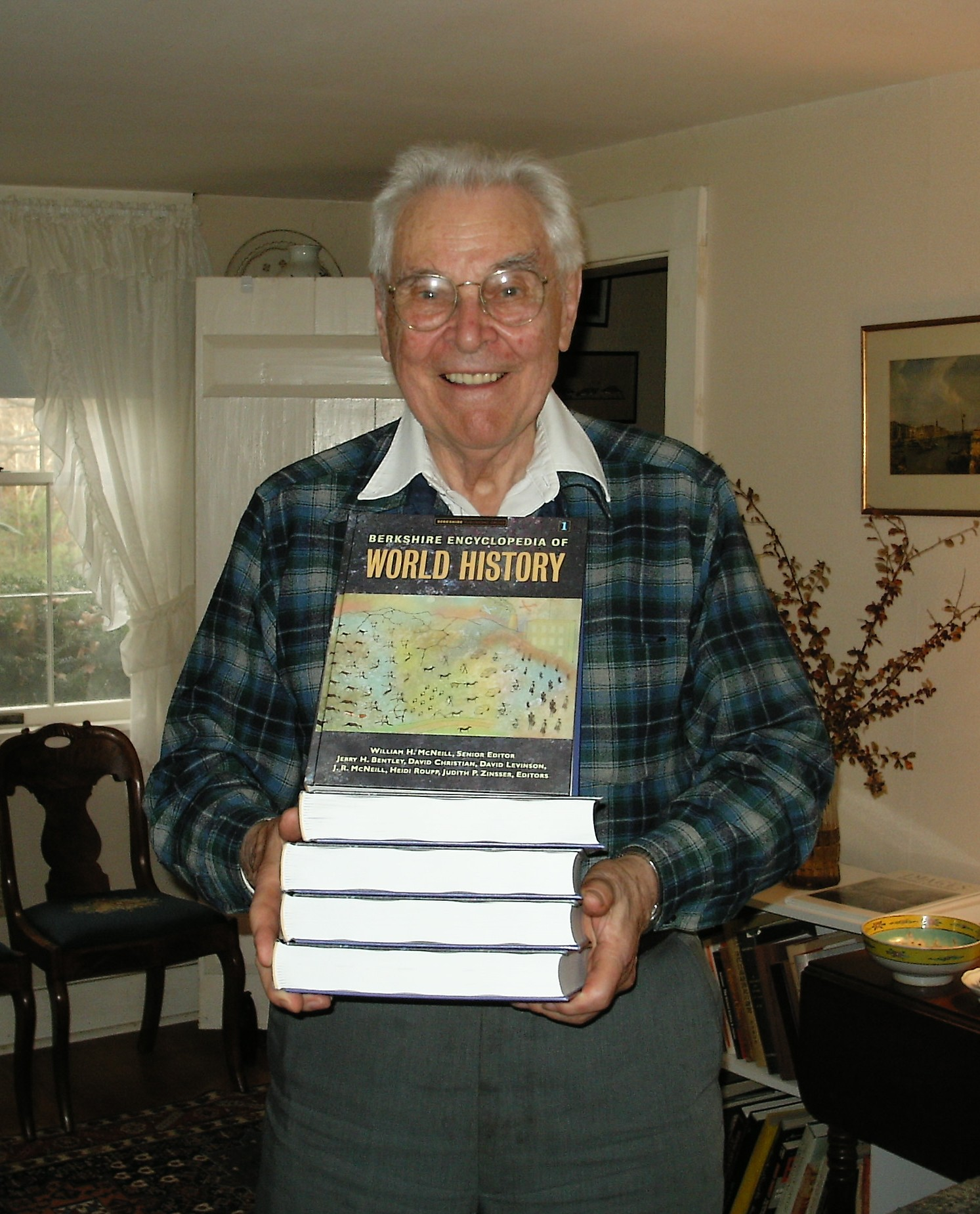
William H. McNeill met de Berkshire Encyclopedia of World History.

William Hardy McNeill (Vancouver, 31 oktober 1917 – Torrington, 8 juli 2016) was een Canadees wereldhistoricus en hoogleraar geschiedenis aan de Universiteit van Chicago.

## Levensloop
McNeill is zeer belangrijk geweest in de ontwikkeling van de historiografische richting wereldgeschiedenis. Dit vakgebied werd maar weinig uitgeoefend en tot op heden is er veel meer aandacht voor nationale, regionale en lokale geschiedenis. Dat kwam terug in de wereldgeschiedenis tot dan toe, waarbij beschavingen vooral afzonderlijk werden beschreven. Zijn boek The Rise of the West: A History of the Human Community uit 1963 was belangrijk omdat het de aanzet gaf tot de bestudering van de wisselwerking tussen samenlevingen.
Daarbij keek hij niet alleen naar menselijke invloeden, maar ook naar de effecten van geologische veranderingen, wijzigingen in het klimaat en ecologische processen als verspreiding van planten, dieren en ziekten. Over dat laatste ging zijn boek Plagues and Peoples uit 1976. In Keeping Together in Time: Dance and Drill in Human History beschreef hij het belang van dril en dans voor de saamhorigheid van groepen. 
Met zijn zoon John Robert McNeill schreef hij in 2002 The Human Web: A Bird's-eye View of World History, in het Nederlands verschenen als Het Menselijk Web: De Wereldgeschiedenis in Vogelvlucht.
In 1996 werd McNeil onderscheiden met de Erasmusprijs.